# ACES Colombia
Pour les articles homonymes, voir ACES.

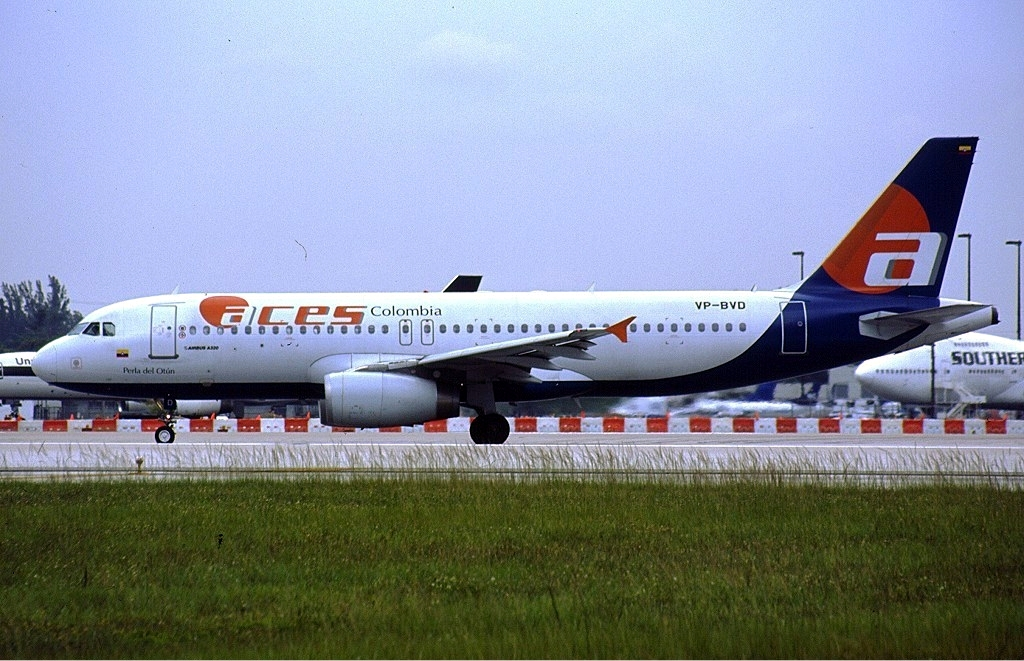

Aerolineas Centrales de Colombia (ACES en abrégé) est une compagnie aérienne privée constituée en août 1971 à Medellin, en Colombie. Exploitant un réseau domestique desservant 22 escales au départ de Bogota et Medellin, elle disposait en 1983 de trois Boeing 737-100 et dix-sept DHC-6 Twin Otter.
ACES a été dissoute en 2003 après fusion avec Avianca.